# Campylorhamphus pusillus
El picoguadaña andino (Campylorhamphus pusillus) es una especie de ave paseriforme de la familia Furnariidae, subfamilia Dendrocolaptinae, perteneciente al género Campylorhamphus. Es nativa de América Central y de la región andina del norte y noroeste de América del Sur.

## Nombres comunes
Se le denomina también denominado pico de sable cabecioscuro, guadañero estriado (en Colombia), picoguadaña piquipardo (en Panamá y Ecuador), trepador pico de hoz (en Costa Rica), trepador piquicurvado (en Venezuela) o pico-guadaña de pico pardo (en Perú).

## Distribución y hábitat
Se distribuye de forma disjunta desde el extremo sur de Nicaragua, por Costa Rica, Panamá, noreste de Colombia y noroeste de Venezuela, a lo largo de los Andes del oeste de Colombia, hacia el sur por Ecuador, hasta el norte de Perú.
Esta especie es considerada rara en su hábitat natural: los estratos medio y bajo de selvas húmedas de montañas bajas y estribaciones, principalmente entre los 600 y 2100 metros de altitud, localmente llegando hasta los 100 metros en el suroeste de Colombia y noroeste de Ecuador.

## Descripción
El picoguadaña andino mide de 22 a 24 cm de longitud y pesa en promedio 40 g. Su pico delgado y curvo, tiene 51 mm largo; es de color cuerno parduzco, con la base del maxilar fusca. Presenta corona y nuca de color negruzco, con listas crema; los lados de la cabeza lucen más notorio el rayado negruzco y crema; el dorso y las coberteras de las alas castaño cálido con finas listas anteadas a lo largo del raquis de las plumas. La grupa y las coberteras supracaudales son de color rufo oscuro y las alas rufas y la cola castañas. La barbilla y la garganta son de color ante profundo con listas de color marrón fusco gruesas; el resto de la región inferior es marrón oliváceo, más claro en la región posterior. La parte anterior del cuello y el pecho presentan un listado crema delgado que se desvanece hasta desaparecer en el vientre. Las patas son de color oliva.

## Comportamiento

### Alimentación
Se alimenta de insectos y arañas y de sus huevos. Busca alimento escarbando con su pico, a veces haciendo parte a bandadas mixtas con otras especies.

### Reproducción
Forma pareja. Construye un nido que mide aproximadamente 36 por 43 cm. La hembra pone huevos de 21,5 por 17 cm que son incubados por 18 días. Los pichones permanecen en el nido por 14 días.

### Vocalización
El canto es dulce y variable, con una calidad trémula, una serie rápida de notas «tuui» o «tiur» que tanto bajan o suben de tono, intercaladas con trinados, por ejemplo: «tiurrrrr, tiur, tiur, tutututututu».

## Sistemática

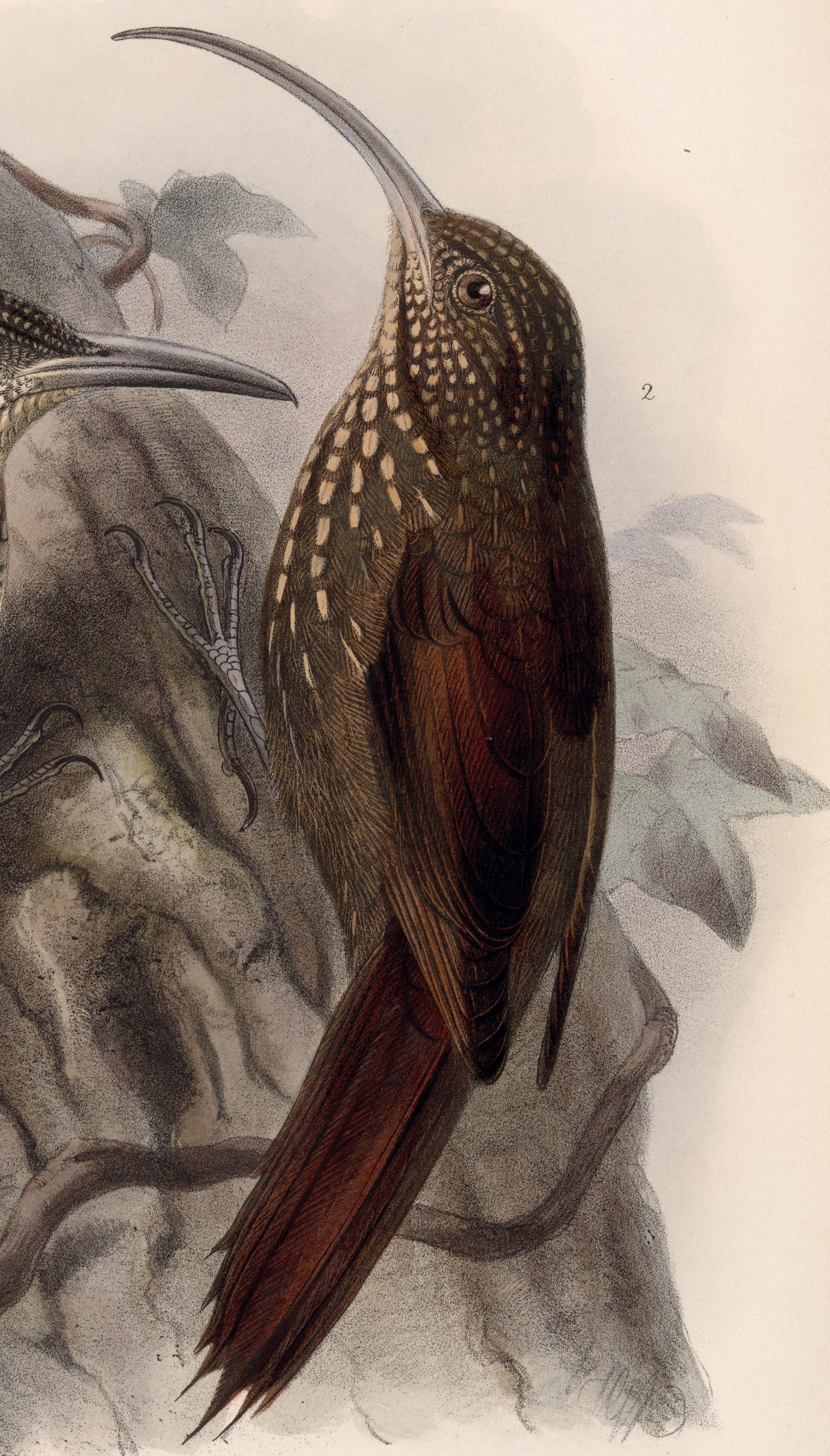
Xiphorhynchus pusillus = Campylorhamphus pusillus, ilustración de Keulemans en Biologia Centrali-Americana, 1902.

### Descripción original
La especie C. pusillus fue descrita por primera vez por el zoólogo británico Philip Lutley Sclater en 1860 bajo el nombre científico Xiphorhynchus pusillus; su localidad tipo es: «i. Nova Grenada int. = Bogotá».

### Etimología
El nombre genérico masculino «Campylorhamphus» se compone de las palabras del griego «καμπυλος kampulos»: curvado, y «ῥαμφος rhamphos»: pico; significando «de pico curvo»;   y el nombre de la especie «pusillus», del latín: muy pequeño, tímido.

### Taxonomía
Los análisis genético-moleculares recientes indican que es hermana de Campylorhamphus falcularius. Las subespecies centroamericanas a veces son considerada una especie separada C. borealis. Las evaluaciones de las variaciones geográficas se complican debido a las significativas variaciones individuales en la coloración general y en la extensión del estriado. Las subespecies borealis y olivaceus se diferencian pobremente entre sí; las variaciones entre tachirensis y guapiensis tal vez tengan como base variaciones individuales más que geográficas, y ambas tal vez estaría mejor si sinonimizadas con la nominal.

### Subespecies
Según las clasificaciones del Congreso Ornitológico Internacional (IOC) y Clements Checklist/eBird v.2019 se reconocen cinco subespecies, con su correspondiente distribución geográfica:
- Campylorhamphus pusillus borealis Carriker, 1910 – Costa Rica (pendiente caribeña, también en el suroeste en la pendiente del Pacífico y tierras bajas adyacentes) y oeste de Panamá (oeste de Chiriquí, oeste de Bocas del Toro); registrado en el extremo sur de Nicaragua.
- Campylorhamphus pusillus olivaceus Griscom, 1927 – centro y este de Panamá (Veraguas al este hasta el este de Darién).
- Campylorhamphus pusillus tachirensis Phelps, Sr & Phelps, Jr, 1956 – Serranía del Perijá y extremo de los Andes en el noreste de Colombia y noroeste de Venezuela (oeste de Zulia, suroeste de Táchira).
- Campylorhamphus pusillus pusillus (P.L. Sclater, 1860) – Andes del norte y del centro de Colombia en ambas pendientes (excepto en el extremo noreste) y Ecuador,y en la pendiente oriental en el norte de Perú (al sur hasta Cajamarca y San Martín).
- Campylorhamphus pusillus guapiensis Romero-Zambrano, 1980 – tierras bajas costeras del suroeste de Colombia (Cauca).